# Pternozyga
Pternozyga là một chi bướm đêm thuộc phân họ Tortricinae của họ Tortricidae.

## Các loài
- Pternozyga anisoptera Diakonoff, 1941
- Pternozyga argodoxa Meyrick, 1922
- Pternozyga haeretica Meyrick, 1908
- Pternozyga melanoterma Diakonoff, 1953